# Костинброд (община)
Костинброд (болг. Община Костинброд) — община в Болгарии. Входит в состав Софийской области. Население составляет 17 125 человека (на 15.12.2014 г.).

## Состав общины
В состав общины входят следующие населённые пункты:
1. Безден
2. Богёвци
3. Бучин-Проход
4. Голяновци
5. Градец
6. Драговиштица
7. Дреново
8. Дрымша
9. Костинброд
10. Опицвет
11. Петырч
12. Понор
13. Царичина
14. Чибаовци

см. также Беледие-Хан